# 신장절공묘역
신장절공묘역(申壯節公墓域)은 대한민국 강원특별자치도 춘천시 서면 방동리에 있는 묘지로, 고려 개국에 큰 공을 세운 신숭겸(申崇謙)의 묘이다. 1976년 6월 17일 강원특별자치도의 기념물로 지정되었다.

## 개요
묘에 묻힌 장절공(壯節公) 신숭겸은 평산 신씨의 시조로서, 고려사(高麗史)에 춘천 사람이라고 기록되어 있다. 신숭겸 장군은 918년 신하들과 함께 궁예를 몰아내고 왕건을 추대하여 고려 건국에 결정적인 역할을 하였다. 927년(태조10) 대구 팔공산에서 후백제 견훤의 군대와 전투 중 태조 왕건이 포위되어 위급해졌다. 이때 신숭겸 장군이 태조 왕건의 옷을 입고 왕 대신 싸우다가 전사하였다.
신도비에 의하면, 후백제군이 왕의 옷을 입은 신숭겸을 태조로 알고 그의 목을 베어가자 왕건이 그의 죽음을 슬퍼하며 금으로 머리를 만들어 장례식을 치렀다고 한다. 금으로 만든 머리 때문에 도굴될 것을 염려하여 봉분을 세 개로 만들었다고 한다. 풍수지리가들은 이 묘역을 명당 중의 명당이라고 극찬한다.

## 참고 자료
- 신장절공묘역 - 국가유산청 국가유산포털